# Firozpur
Firozpur (ਫਿਰੋਜਪੁਰ) és una ciutat de l'Índia al Panjab, a la riba del Sutlej, capital del districte de Firozpur.
La població de la ciutat segons el cens del 2001 és de 95.451 habitants (1901:43.9141; 1881: 39.570). Fou declarada municipalitat el 1867.